# William Lyon Mackenzie King
William Lyon Mackenzie King (ur. 17 grudnia 1874, zm. 22 lipca 1950) – kanadyjski polityk, który sprawował trzykrotnie urząd premiera Kanady: od 29 grudnia 1921 do 28 czerwca 1926, od 25 września 1926 do 7 sierpnia 1930 i od 23 października 1935 do 15 listopada 1948. Rządził z ramienia Partii Liberalnej.

## Życiorys
Urodził się w Kitchener w Ontario. Był wnukiem przywódcy rebelii w Górnej Kanadzie z 1837 – Williama Lyona Mackenzie.
Był najlepiej wykształconym spośród wszystkich premierów Kanady. Uzyskał pięć dyplomów uniwersyteckich – najpierw trzy na Uniwersytecie w Toronto, po studiach w Chicago i na Harvardzie magisterium z ekonomii politycznej w 1898, a następnie doktorat w 1909.
Pierwszy raz wybrany do Parlamentu Kanady w 1909, stracił swój mandat w 1911. Niepowodzeniem zakończył się także start w wyborach 1917 r. Dopiero w 1919 zdobył ponownie mandat, stając się jednocześnie liderem Partii Liberalnej, którą to pozycję utrzymał do roku 1948. W wyborach 1921 poprowadził swoją partię do zwycięstwa i został premierem.
W czasie swej pierwszej kadencji King powrócił do rozpoczętych wcześniej rozmów z USA na temat strefy wolnego handlu, spotykając się jednak z opozycją Partii Progresywnej i Partii Konserwatywnej. W wyborach 1925 liberałowie utracili znaczną część mandatów. Zwycięsko z niej wyszli natomiast konserwatyści pod wodzą Arthura Meighena. Liberałowie nie zdołali zapewnić sobie większości. Wobec tej sytuacji King odmówił złożenia urzędu i zażądał od gubernatora generalnego rozwiązania parlamentu i zwołania nowych wyborów. Gubernator jednakże odmówił, powierzając Meighenowi misję tworzenia nowego rządu. Był to pierwszy przypadek w skonfederowanej Kanadzie, że Gubernator Generalny włączył się w partyjne spory. Zdarzenie przeszło do historii jako King-Byng Affair. Tymczasem Meighen wobec zaistniałej sytuacji czuł potrzebę zwołania przedterminowych wyborów, które niespodziewanie zakończyły się sukcesem liberałów i powrotem do władzy Kinga.
Druga kadencja Kinga upłynęła w spokoju. Jedną z najważniejszych decyzji tego czasu było utworzenie państwowego funduszu emerytalnego, którym mieli być objęci wszyscy pracujący obywatele Kanady. Mimo sporej popularności, King przegrał kolejne wybory i został zastąpiony przez Richarda Bennetta w 1930. Do rządu powrócił w 1935 w sytuacji, gdy zdewastowana wielkim kryzysem gospodarka światowa zaczęła wracać do życia. Zgodnie ze swymi obietnicami wyborczymi wprowadził w życie szereg ustaw socjalnych, powołując między innymi National Housing Act i National Employment Commission, regulujące rynek mieszkaniowy oraz sprawy stosunku pracodawca – pracobiorca. Powołał także Canadian Broadcasting Corporation CBS – kanadyjskie radio oraz Trans-Canada Airlines – pierwsze kanadyjskie linie lotnicze.
W okresie bezpośrednio poprzedzającym wybuch II wojny światowej miał nadzieję, że jej wybuch jest do uniknięcia. Spotkał się nawet osobiście z Adolfem Hitlerem. Niemniej jednak, gdy 1 września 1939 Niemcy napadły na Polskę, to zgodnie z sojuszniczymi zobowiązaniami (Kanada była dominium Wielkiej Brytanii) wypowiedział wojnę Niemcom, zwlekając jedynie do 10 września. Zwłoka była podyktowania chęcią zwrócenia uwagi, iż Kanada dąży do suwerenności w polityce międzynarodowej. King pomny na kryzys mobilizacyjny z 1917, starał się uniknąć podobnej sytuacji. Gdy okazało się jasne, że nabór ochotników (w ich liczbie znalazła się wielka grupa Polaków kanadyjskich) jest zbyt mały i stając w obliczu konieczności poboru, rozpisał ogólnonarodowy plebiscyt. Choć większość frankofonów wypowiedziała się przeciwko poborowi, King wyszedł zwycięsko z kryzysu. Zdarzenia te przeszły do historii jako kryzys mobilizacyjny 1944 roku. W 1945 na fali powojennej euforii King i liberałowie wygrali kolejne wybory, zdobywając olbrzymią przewagę w 19. Parlamencie Kanady. W czasie swej ostatniej kadencji premiera King rozszerzył program opieki socjalnej, wprowadzając powszechne zasiłki dla bezrobotnych (w zasadzie działające na zasadzie ubezpieczalni) oraz powszechne ubezpieczenia medyczne. King uczestniczył także w powołaniu ONZ. W 1948 przeszedł na emeryturę, przekazując funkcję Louisowi St. Laurent.
King był największym ekscentrykiem wśród ciekawej galerii postaci sprawujących władzę premiera Kanady. Na przykład zwykł twierdzić, że swe polityczne decyzje konsultuje z duchem swej zmarłej matki oraz ze swym psem Pat. King nigdy się nie ożenił, miał jednak jawną przyjaciółkę, niejaką Mary Joan Patteson, która zresztą była mężatką i z którą spędzał część swojego wolnego czasu. Znany był ze swych celnych i kontrowersyjnych wypowiedzi.
Mackenzie King zmarł w swym domu pod Ottawą 22 lipca 1950. Został pochowany na Mount Pleasant Cemetery w Toronto.